# Julian Smith
Julian Smith (... – ...; fl. XX secolo) è stato un calciatore gallese, di ruolo centrocampista.

## Carriera

### Nazionale
Venne convocato nella Nazionale britannica che partecipò ai Giochi olimpici del 1948, tuttavia non disputò neanche un incontro.